# Telgárt
Telgárt (1948–1990 Švermovo, węg. Garamfő, niem. Tiergarten) – wieś (obec) na Słowacji w powiecie Brezno. Jest najbardziej wysuniętą na północny wschód miejscowością kraju bańskobystrzyckiego.

## Położenie
Znajduje się w górnej części doliny Hronu, u południowo-wschodnich podnóży szeroko rozumianego masywu Kráľovej hole, na granicy trzech regionów geograficznych: Góry Stolickie, Niżne Tatry i Słowacki Raj. Większość zabudowań leży w dolinie potoku Zubrovica i schodzi wzdłuż niego aż do ujścia tego cieku wodnego do Hronu.
Do Telgártu administracyjnie należy położona w odległości ok. 6 km od centrum jego zabudowy, już po drugiej stronie przełęczy Besník (a więc w dolinie Hnilca) osada Pusté Pole.
Przez miejscowość przebiega linia kolejowa 173 Margecany – Červená Skala, będąca fragmentem tzw. środkowosłowackiej kolei transwersalnej. Na linii tej we wsi znajdują się stacja  Telgárt i przystanek Telgárt penzión.
Przez Telgárt biegnie ważna roga krajowa nr 66, stanowiąca połączenie Horehronia (Červená Skala) ze Spiszem (Poprad).

## Historia
Telgárt został po raz pierwszy pisemnie wspomniany w 1326. Prawie wyłącznie słowacka ludność przyjęła w większości, w wyniku działań gubernatora komitatu Hont generała Istvána Koháryego, obrządek greckokatolicki.
Podczas słowackiego powstania narodowego w rejonie Telgártu toczyły się zacięte walki. Podczas kontrataku prowadzonego 5 września 1944 r. powstańcy wraz z partyzantami zadali znaczne straty oddziałowi niemieckiej 1 Dywizji Pancernej, który zaczął palić wieś i wyparli go na przełęcz Besník. Wieś spłonęła jednak cała, zniszczonych zostało 260 domów, zginęło też 3 mieszkańców.
Za czasów socjalistycznych (w latach 1948–1990) wieś nosiła nazwę Švermovo, na cześć czeskiego komunistycznego polityka, Jána Švermy (1901–1944), który był uczestnikiem słowackiego powstania narodowego i po jego upadku, podczas wycofywania się w góry, zmarł z wyczerpania w górnych partiach Lomnistej doliny w Niżnych Tatrach.
Obecnie wieś ma charakter rolniczo-turystyczny. Liczba ludności wynosi 1548 osób (2011), w przeważającej większości grekokatolików. Około 35-40% mieszkańców to Cyganie.

## Atrakcje w okolicy
- Źródło Hronu na północ od wsi
- Źródła wody mineralnej we wsi
- Rezerwat przyrody „Meandry Hronu”
- Szczyt Kráľova hoľa (1948 m n.p.m.) w Niżnych Tatrach
- Szczyt Stolica (1478 m n.p.m.) w Rudawach Słowackich
- Tunel spiralny i wiadukt na trasie linii kolejowej nr 173

## Ważniejsi mieszkańcy
We wsi urodzili się albo działali:
- Anastázia Miertušová, słowacka projektantka
- Ivan Andrijovič Stavrovski, pop (ksiądz) greckokatolicki, pedagog i działacz oświatowy
- Ján Ambróz, piosenkarz folklorystyczny
- Michal Spišiak, pisarz
- Pavol Spišák, paroch (ksiądz) greckokatolicki, kanonik tytularny, pierwszy tłumacz liturgii wschodniej na słowacki, pisarz, męczennik za wiarę

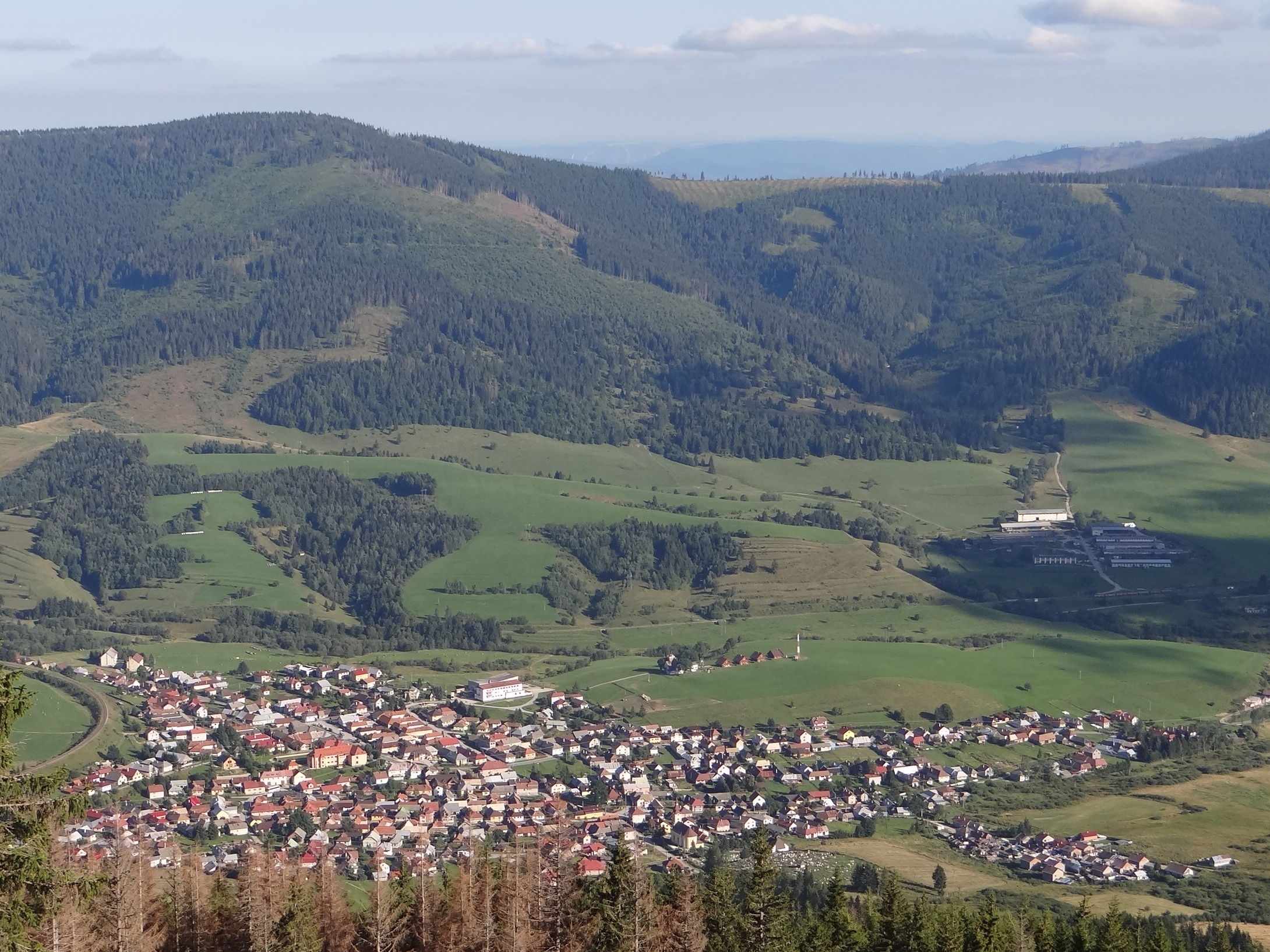
Widok ogólny
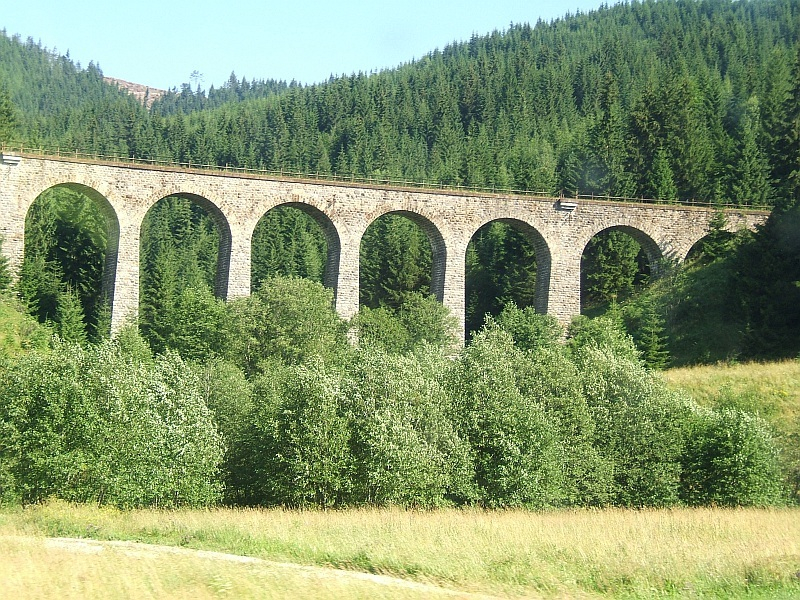
Wiadukt kolejowy
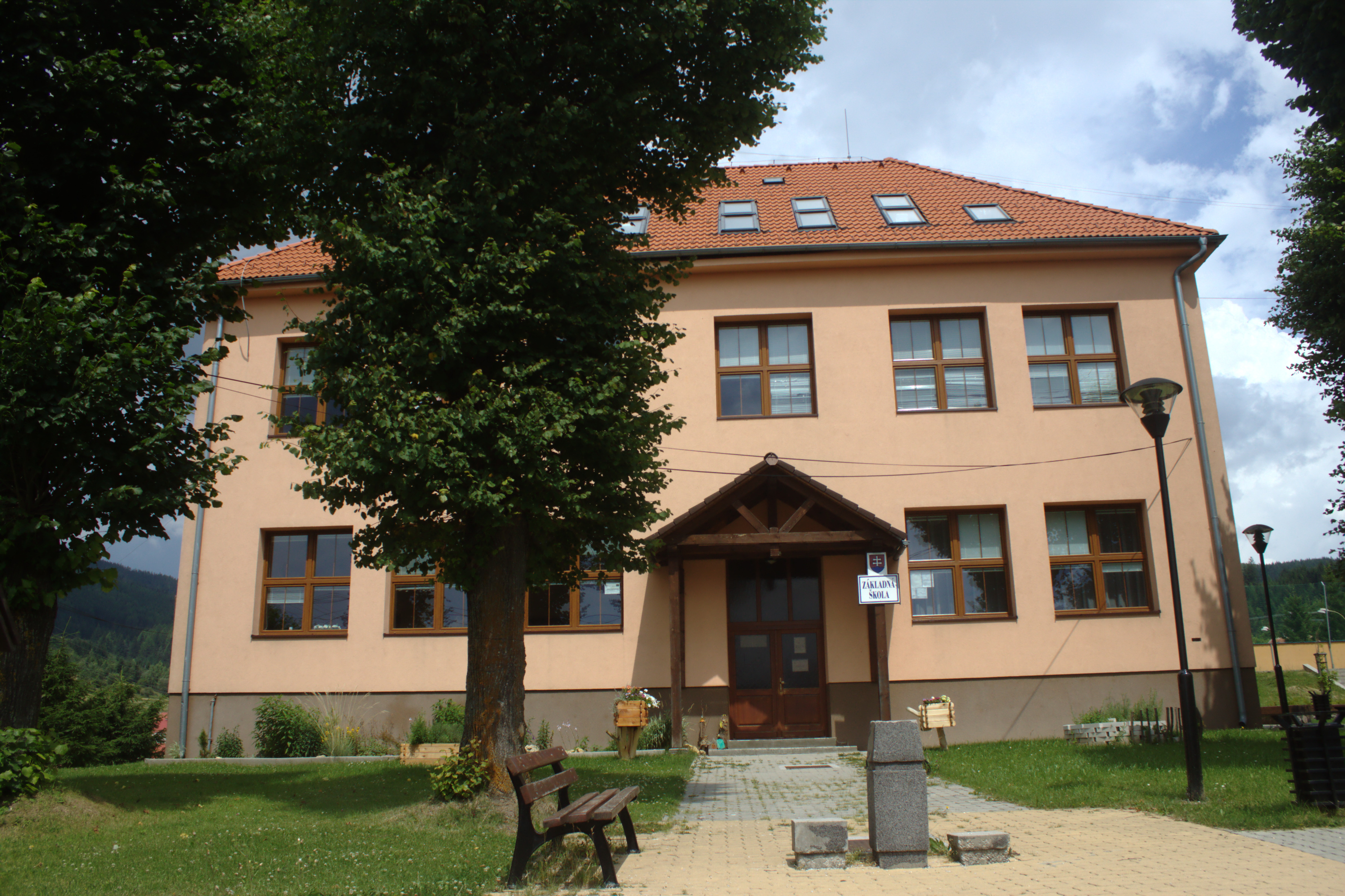
Urząd gminy